# 1632 (роман)
«1632-й рік» (2000) — роман в жанрі альтернативної історії американського письменника Еріка Флінта, перший роман однойменної серії бестселерів.
Флагманський роман став початком спільної роботи над книгою, до якої долучилися сотні учасників і десятки авторів. Дія роману розгортається в маленькому американському містечку з населенням у три тисячі осіб, перенесеному в травень 1631 року, у Священну Римську імперію під час Тридцятилітньої війни.

## Короткий зміст сюжету
У вигаданому містечку Ґрантвілль, Західна Вірджинія (за зразком справжнього міста Маннінгтон у Західній Вірджинії), Майк Стернз, колишній боксер і президент місцевого відділення Об'єднаних шахтарських робітників Америки (UMWA), відвідує весілля сестри Майка, коли велике «вогняне кільце» переміщує напівсферичну частину землі в радіусі близько трьох миль, виміряну від центру міста з квітня 2000 — травень 1631, з Північної Америки до центральної частини Священної Римської імперії. Місто потрапило в середину Тридцятилітньої війни в німецькій провінції Тюрінгія в Тюринзькому лісі, поблизу вигаданого німецького села Баденбург. Після того, як «вогняне кільце» розсіюється, Майк Стернз і кілька членів UMWA озброюються та вирушають на околиці міста, щоб розслідувати, де вони рятують сім'ю фермера від зґвалтування та вбивства найманцями. Невдовзі після цього вони рятують єврейського багатія Бальтазара Абрабанеля та його доньку Ребекку від солдатів-грабіжників, які є частиною армії графа Тіллі.
Зіштовхнувшись з навколишньою лютою війною, мовними бар'єрами та численними соціальними та політичними проблемами, жителі Ґрантвіля обирають Майка своїм тимчасовим лідером і обирають тимчасову раду, включно з Ребеккою, щоб створити політику для сприяння сільському господарству, збільшення виробництва енергії та відновлення видобуток природних ресурсів у місті під час підготовки до зими. Батальйон шотландських найманців, посланий Швецією, щоб знайти Абрабанелів, виявляє Ґрантвіль і швидко приєднується до американців, сподіваючись захистити село Баденбург від наближення підрозділу солдатів Тіллі. Американці та шотландці знищують католицьких солдатів їхньою сучасною зброєю, а вцілілих беруть у полон, привозячи їх та інших німецьких біженців до Ґрантвіля, де вони виконують роль фермерів та осіб фізичної праці, наражаючи їх на сучасну культуру та демократію під час цього процесу, який вони святкують за допомогою одруження Джеффа Гіггінса, молодого американського солдата, з Ґретхен, жителькою села, врятованою з Бранденбурга.
Через три місяці, коли Ґрантвіль готується до зими зі своїми новими шотландськими та німецькими союзниками, король Густав Адольф веде шведську армію до перемоги над військами Тіллі в битві під Брайтенфельдом біля Лейпцига, швидко переміщуючи театр війни на південь до Франконії та Баварії. Майк веде нову американську армію до сусіднього села Єна, де вони швидко перемагають легіон солдатів, які відійшли від відступу Тіллі та спонукали місто приєднатися до нових Сполучених Штатів Європи. Майк і рада розробляють проєкт нової конституції та проводять у Ґрантвіллі вибори, де Майк та інші члени ради обираються на свої поточні посади. Ребекка, тепер дружина Майка, обрана сенаторкою і головною амбасадоркою Ґрантвіля. Зима для Ґрантвіля минає швидко, адже торгівля з сусідніми містами та збільшення виробництва продуктів харчування запобігають голоду, а імміграція німецьких купців та заможних родичів Ребекки до міста значно збільшила його населення та багатство.
До квітня 1632 року Сполучені Штати розрослися до кількох сусідніх міст як нових штатів, що привернуло увагу короля Густава. Ребекка очолює делегацію, щоб зустрітися з Густавом біля річки Лех, який, усвідомивши багатство та могутність СШ, із задоволенням погоджується на союз і торгову угоду з новою нацією. Використовуючи мікрометри, надані американцями для вдосконалення своєї артилерії, Густав зміг перемогти армію Тіллі на іншому березі Леха, убивши його та розгромивши його армію.
Тим часом кардинал Франції Рішельє, почувши про СШЄ, сильно стурбований перспективою шведської бази влади в Центральній Європі. Щоб боротися з цим, Рішельє співпрацює з Альбрехтом фон Валленштейном, головою імперської армії Священної Римської імперії, щоб знищити Ґрантвіль, усунувши головну фінансову та матеріально-технічну базу Швеції на континенті. Валленштейн посилає посередню імперську дивізію та направляє іспанську бригаду до міст Зуль та Айзенах, щоб відвернути увагу американської армії, у той час як хорватські найманці входять у Ґрантвіль і вбивають населення. Майк очолює американську армію в облозі проти іспанської армії, тоді як Ребекка та Джефф ледь виживають після нападу хорватських розвідників, що дозволяє їм попередити місто. Добре озброєні мешканці міста вбивають хорватський загін, посланий у місто, і кілька американців гинуть, коли головні хорватські сили штурмують забарикадовану середню школу, хоча їх рятують мешканці міста і шведська бригада на чолі з Густавусом під виглядом солдата «капітана Гарса».
Майк і Ребекка сідають за стіл переговорів з Густавом і вирішують об'єднати німецькі території Швеції в Конфедеративні князівства Європи (ККЄ) під шведським протекторатом, хоча СШЄ в його центрі дозволять зберегти свою автономію. Місяць потому, після того, як спільні американо-шведські війська штурмують Бургшталь і успішно вбивають Валленштайна, утворюються ККЄ, а Ребекка народжує їхню з Майком доньку.

## Відгуки
Рецензент F&SF Чарльз де Лінт сприйняв роман схвально, описавши його як «прекрасну, дуже захоплюючу історію про реальних людей у надзвичайній ситуації».
Kirkus Reviews назвав книгу «новим шутером, де піки та дульнозарядні рушниці протистоять сучасній автоматиці та тактиці ХХ століття: захоплюючий, добродушний, заснований на фактах політ фантазії, який повинен сподобатися любителям альтернативної історії, а також шанувальникам військового фентезі».
Рецензент Tech Republic назвав книгу «невпинно позитивною, прославляючи чесних, працьовитих людей двох епох, які об'єдналися, щоб створити кращий світ» і таку, що повинна «привабити шанувальників багатьох піджанрів». Рецензент також написав, що «Флінтові вдається зробити всю пригоду приємною, наповнивши свою казку вдумливими, симпатичними, схильними до помилок персонажами з добре промальованими мотивами».
RT Book Reviews назвали роман «видатним, позитивним досвідом читання для тих, хто цінує живу історію, незламну мужність і неоспівану галантність звичайної людини».
Library Journal похвалив автора, сказавши, що він «переконливо відтворює військовий і політичний тон того часу в цьому творчому та беззаперечно позитивному підході до альтернативної історії».
Рецензент SFRevu написав: «„1632“ — цікаве чтиво, яке робить Флінта автором, на якого варто звернути увагу».
На відміну від інших рецензій, рецензент The New York Review of Science Fiction розкритикував книгу за те, що вона є «майже чистими цукерками для розуму», оскільки часом здається комедією, а часом — дуже серйозним твором, який «серйозно досліджує шок від анахронізму, вводячи дуже драматичні, життєво важливі рішення, наповнені великою кількістю самоаналізу».
«1632» два місяці поспіль у 2000 році входив до списку бестселерів Locus у твердій обкладинці, посівши 4 позицію, а також пізніше у списку бестселерів у м'якій обкладинці за один місяць у 2001 році під номером 3.
Станом на лютий 2020 року, через двадцять років після першої публікації, книга залишається друкованою, продовжуючи приносити автору невеликі щорічні роялті за продані друковані примірники, хоча більшу частину цього часу безкоштовні електронні копії також доступні безпосередньо у видавництві.

## Спадщина
Книга викликала надзвичайно велику кількість шанувальників. Коли Флінт уперше замислився над продовженням, вирішив розкрити всесвіт — можливо, підштовхнутий фанфіками про світ — і запросив інших авторів допомогти сформувати середовище серіалу та вигаданий канон, і почав складати антологію «Вогняне кільце».
Ринок антологій художньої літератури становить лише невеликий відсоток ринку романів, а жанр альтернативної історії — це невелика ніша, перш за все, провідний видавець Джим Бейн «затримав» збірку «Вогняне кільце», щоб побачити, чи серія буде отримати поштовх від автора бестселерів New York Times Девіда Вебера, який щойно підписав контракт на написання п'яти романів із Флінтом. Флінту довелося відкласти кілька запланованих проєктів (романи «Осколки Ассіті» на той час були в начерках) і написати додатковий текст разом з Вебером, коли визрівало «Вогняне кільце».

## Деталі публікації
- 2000, США, Baen Books (ISBN 0-671-57849-9), лютий 2000 р., тверда обкладинка (перше видання)
- 2001, США, Baen Books (ISBN 0-671-31972-8), лютий 2001 р., м'яка обкладинка
- 2001 рік, ? , Rebound від Sagebrush (ISBN 0-613-36671-9), жовтень 2001 р., тверда палітурка (бібліотечна палітурка)
- 2006, США, Baen Books (ISBN 1-4165-3281-1), 30 червня 2006 р., м'яка обкладинка
- 2014, США, Baen Books (ISBN 978-1-4767-3641-9), лютий 2014 р., тверда обкладинка (Leatherbound Edition)[14]
- 2012, США, Baen Books (ISBN 978-1-62579-070-5), лютий 2013, електронне (друге видання), включає значне переписування прологу, щоб включити більше інформації про світ, який залишився після зникнення Ґрантвіля та Александрової в'язниці (зі Спайку Часу), нову післямову, яка пояснює зміни, що відбулися з часу першого видання, а також дуже незначні зміни в самому романі, щоб виправити незначні розбіжності, які були виявлені, коли окремий роман перетворився на більшу серію[15].